# Técio Facundo
Técio Facundo (em latim: Tettius Facundus) foi oficial romano do século IV, ativo no reinado do imperador Constantino (r. 306–337). Em 336, foi nomeado cônsul posterior com Vírio Nepociano.